# USS Redfin (SS-272)
USS Redfin (SS/SSR/AGSS-272) là một tàu ngầm lớp Gato từng phục vụ cùng Hải quân Hoa Kỳ trong Chiến tranh Thế giới thứ hai. Nó là chiếc tàu chiến duy nhất của Hải quân Hoa Kỳ được đặt cái tên này, theo tên một loài trong họ Cá chép. Nó đã phục vụ trong suốt Thế chiến II, thực hiện tổng cộng sáu chuyến tuần tra, đánh chìm sáu tàu Nhật Bản, bao gồm một tàu khu trục, với tổng tải trọng 23.724 tấn. Được cho ngừng hoạt động sau khi xung đột chấm dứt vào năm 1946, nó được huy động trở lại để tiếp tục phục vụ trong giai đoạn Chiến tranh Lạnh từ năm 1953 đến năm 1967, được xếp lại lớp như một tàu ngầm cột mốc radar SSR-272, rồi như một tàu ngầm phụ trợ AGSS-272. Con tàu cuối cùng bị bán để tháo dỡ vào năm 1971. Redfin được tặng thưởng sáu Ngôi sao Chiến trận do thành tích phục vụ trong Thế Chiến II.

## Thiết kế và chế tạo
Lớp tàu ngầm Gato được thiết kế cho mục đích một tàu ngầm hạm đội nhằm có tốc độ trên mặt nước cao, tầm hoạt động xa và vũ khí mạnh để tháp tùng hạm đội chiến trận. Con tàu dài 311 ft 9 in (95,02 m) và có trọng lượng choán nước 1.525 tấn Anh (1.549 t) khi nổi và 2.424 tấn Anh (2.463 t) khi lặn. Chúng trang bị động cơ diesel dẫn động máy phát điện để cung cấp điện năng cho bốn động cơ điện, đạt được công suất 5.400 shp (4.000 kW) khi nổi và 2.740 shp (2.040 kW) khi lặn, cho phép đạt tốc độ tối đa 21 hải lý trên giờ (39 km/h) và 9 hải lý trên giờ (17 km/h) tương ứng. Tầm xa hoạt động là 11.000 hải lý (20.000 km) khi đi trên mặt nước ở tốc độ 10 hải lý trên giờ (19 km/h) và có thể hoạt động kéo dài đến 75 ngày và lặn được sâu tối đa 300 ft (90 m).
Lớp tàu ngầm Gato được trang bị mười ống phóng ngư lôi 21 in (530 mm), gồm sáu ống trước mũi và bốn ống phía phía đuôi tàu, chúng mang theo tối đa 24 quả ngư lôi. Vũ khí trên boong tàu gồm một hải pháo 3 inch/50 caliber, và thường được tăng cường một khẩu pháo phòng không Bofors 40 mm nòng đơn và một khẩu đội Oerlikon 20 mm nòng đôi, kèm theo súng máy .50 caliber và .30 caliber. Tiện nghi cho thủy thủ đoàn bao gồm điều hòa không khí, thực phẩm trữ lạnh, máy lọc nước, máy giặt và giường ngủ cho hầu hết mọi người, giúp họ chịu đựng cái nóng nhiệt đới tại Thái Bình Dương cùng những chuyến tuần tra kéo dài đến hai tháng rưỡi.
Redfin được đặt lườn tại xưởng tàu của hãng Manitowoc Shipbuilding Company ở Manitowoc, Wisconsin vào ngày 16 tháng 2, 1942. Nó được hạ thủy vào ngày 4 tháng 4, 1943, được đỡ đầu bởi bà Katharine Wygant, phu nhân Đại tá Hải quân Benyaurd Bourne Wygant, và được cho nhập biên chế cùng Hải quân Hoa Kỳ vào ngày 31 tháng 8, 1943 dưới quyền chỉ huy của Hạm trưởng, Trung tá Hải quân Robert Donovan King.

## Lịch sử hoạt động

### 1943
Sau khi hoàn tất việc chạy thử máy của xưởng tàu tại hồ Michigan, Redfin được chất lên một sà lan để được kéo dọc theo sông Mississippi từ Manitowoc đến New Orleans, Louisiana, nơi nó được tiếp tục trang bị hoàn thiện trước đưa đi vào hoạt động. Sau khi hoàn tất việc chạy thử máy huấn luyện tại khu vực vịnh Mexico, chiếc tàu ngầm chuẩn bị để được điều động sang khu vực Mặt trận Thái Bình Dương. Nó khởi hành từ New Orleans vào ngày 15 tháng 10, 1943, rồi băng qua kênh đào Panama để đi đến Fremantle, Australia.

### 1944

#### Chuyến tuần tra thứ nhất
Trong chuyến tuần tra đầu tiên từ ngày 4 tháng 1 đến ngày 17 tháng 2, 1944 tại khu vực biển Đông, Redfin bắt gặp một đoàn bốn tàu đối phương vào ngày 16 tháng 1, và đã phóng ngư lôi gây hư hại chiếc tàu khu trục Amatsukaze. Trong giai đoạn từ ngày 8 đến ngày 14 tháng 3, nó tuần tra ở phía Bắc Australia đề phòng một cuộc tấn công của đối phương.

#### Chuyến tuần tra thứ hai
Trong chuyến tuần tra thứ hai từ ngày 19 tháng 3 đến ngày 1 tháng 5 tại vùng biển Philippines, Redfin đã phóng ngư lôi đánh chìm tàu khu trục Akigumo (1.900 tấn) ngoài khơi Zamboanga, Mindanao vào ngày 11 tháng 4. Đến đêm 15-16 tháng 4, nó lại lần lượt đánh chìm các tàu chở hành khách Shinyu Maru (4.621 tấn) và Yamagata Maru (3.807 tấn). Vào đêm 22-23 tháng 4, nó cho đổ bộ một đội đặc nhiệm lên bờ biển Borneođể đón một đội trinh sát Anh đã hoạt động tại đây. Bị đối phương tấn công, đội đặc nhiệm phải rút lui về tàu, còn đội trinh sát Anh được một trinh sát viên duyên hải Australia giải cứu rồi được di tản bời tàu ngầm chị em Harder (SS-257).

#### Chuyến tuần tra thứ ba
Trong chuyến tuần tra thứ ba từ ngày 26 tháng 5 đến ngày 1 tháng 7, Redfin đã cho đổ bộ một đội di kích người Philippines lên một đảo nhỏ gần eo biển Balabac vào ngày 8 tháng 6. Tiếp tục trinh sát hoạt động của căn cứ hải quân đối phương tại Tawi Tawi, nó đã đánh chìm tàu chở dầu Asanagi Maru (5.142 tấn) vào ngày 11 tháng 6, đồng thời báo cáo về sự xuất hiện của Hạm đội Cơ động Nhật Bản vốn sẽ tham gia vào Trận chiến biển Philippine vào các ngày 19 và 20 tháng 6. Di chuyển đến Leyte, nó tiếp tục đánh chìm tàu buôn Aso Maru (3.028 tấn) vào ngày 24 tháng 6 trước khi quay trở về căn cứ Fremantle.

#### Chuyến tuần tra thứ tư
Khởi hành từ Fremantle vào ngày 6 tháng 8 cho chuyến tuần tra thứ tư, Redfin đã rải một bãi mìn ngoài khơi bờ biển phía Tây Borneo vào ngày 19 tháng 8, rồi sau đó giải cứu tám thành viên thủy thủ đoàn sống sót từ tàu ngầm chị em Flier (SS-250) tại đảo Palawan vào ngày 30 tháng 8. Sau khi hoạt động tìm kiếm và giải cứu phục vụ cho chiến dịch không kích xuống Balikpapan, Borneo, nó rời Fremantle vào ngày 26 tháng 10, và đã đánh chìm tàu chở dầu Nichinan Maru số 2 (5.226 tấn) về phía Tây Philippines vào ngày 8 tháng 11, rồi kết thúc chuyến tuần tra vào ngày 7 tháng 1, 1945.

### 1945

#### Chuyến tuần tra thứ năm và thứ sáu
Redfin quay trở về vùng bờ Tây để được đại tu tại Xưởng hải quân Mare Island ở San Francisco Bay, California. Chiếc tàu ngầm đồng thời cũng được bổ sung một bộ thiết bị dò tìm thủy lôi. Nó xuất phát từ Trân Châu Cảng cho chuyến tuần tra thứ năm từ ngày 30 tháng 5 đến ngày 10 tháng 7 để dò tìm thủy lôi ngoài khơi các đảo Honshū và Hokkaidō. Sau đó trong chuyến tuần tra thứ sáu từ ngày 30 tháng 7 đến ngày 5 tháng 9, nó làm nhiệm vụ tương tự tại vùng biển đảo Kyūshū, và vẫn tiếp tục nhiệm vụ này sau khi Nhật Bản chấp nhận đầu hàng vào ngày 15 tháng 8, giúp chấm dứt vĩnh viễn cuộc xung đột.
Quay trở về Hoa Kỳ sau chiến tranh, Redfin được cho xuất biên chế tại Căn cứ Tàu ngầm Hải quân New London ở New London, Connecticut vào ngày 1 tháng 11, 1946, và được đưa về Hạm đội Dự bị Đại Tây Dương.

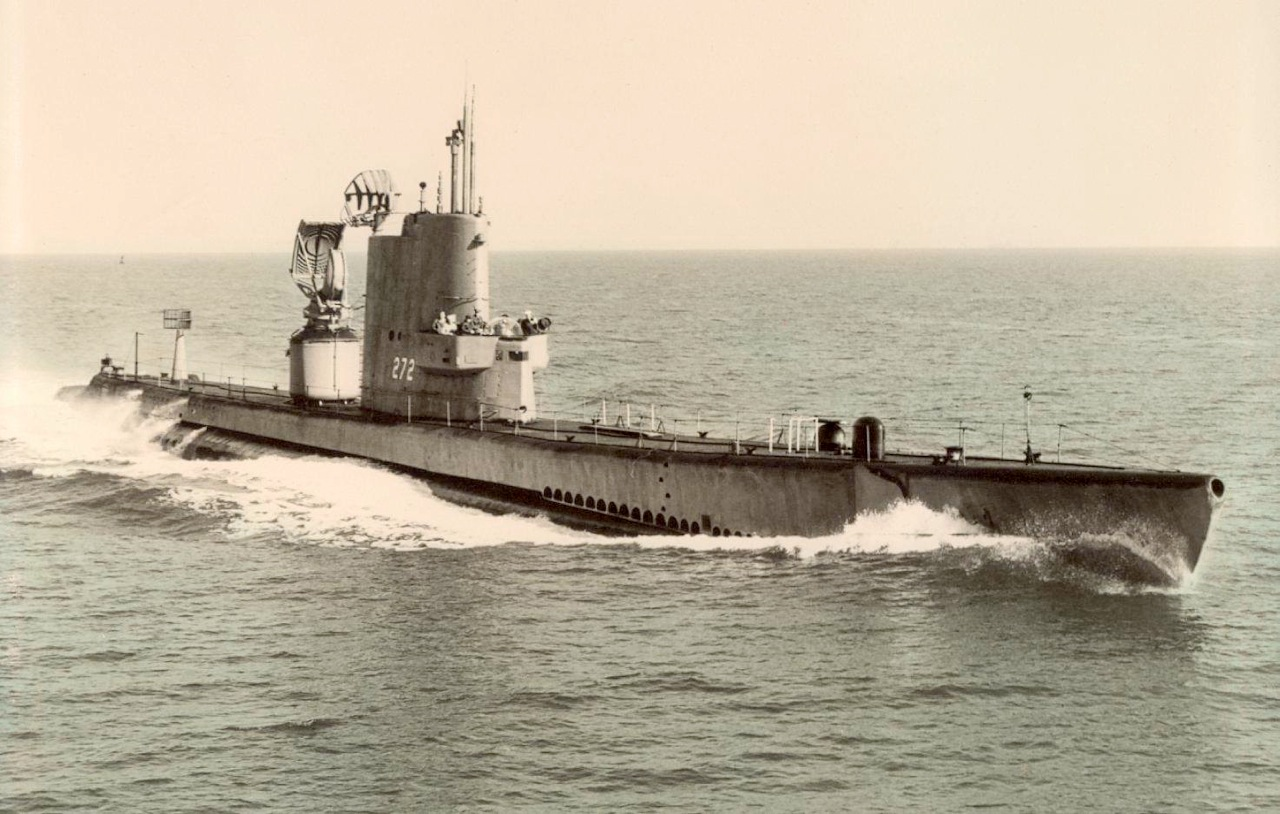
Redfin (SSR-272) như một tàu ngầm cột mốc radar.

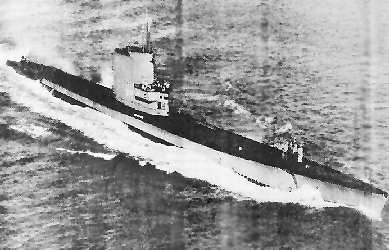
Redfin (SSR-272), vào khoảng năm 1963.

### 1953 - 1959
Vào tháng 4, 1951, Redfin được cho kéo đến Xưởng hải quân Philadelphia tại Philadelphia, Pennsylvania để được cải biến thành một tàu ngầm cột mốc radar; con tàu được xếp lại lớp với ký hiệu lườn mới SSR-272 vào ngày 2 tháng 1, 1951, rồi tái biên chế trở lại vào ngày 9 tháng 1, 1953. Nó hoạt động huấn luyện dọc theo vùng bờ biển Đại Tây Dương trong suốt sáu năm tiếp theo, và từng có những lượt biệt phái sang hoạt động tại các vùng biển Bắc Âu và Địa Trung Hải.

### 1959 - 1967
Đến tháng 4, 1959, Redfin lại trở vào Xưởng hải quân Philadelphia để được đại tu đồng thời bổ sung một hệ thống dẫn đường quán tính. Con tàu được xếp lại lớp và quay trở lại ký hiệu lườn cũ SS-272 vào ngày 15 tháng 8, 1959, và bắt đầu hoạt động như một phòng thí nghiệm nổi và một tàu ngầm huấn luyện nhằm thử nghiệm các hệ thống dẫn đường quán tính sẽ áp dụng trên những tàu ngầm mang tên lửa đạn đạo Polaris. Nó đảm nhiệm vai trò soái hạm của Hải đội Tàu ngầm 14 trước khi bàn giao lại vai trò này cho chiếc George Washington (SSBN-598).
Sau khi tham gia vào việc tìm kiếm chiếc tàu ngầm Thresher (SSN-593) bị mất tích vào tháng 4, 1963, Redfin được xếp lại lớp như một tàu ngầm phụ trợ và mang ký hiệu lườn mới AGSS-272 vào ngày 28 tháng 6, 1963. Nó tiếp tục hoạt động dọc theo vùng bờ biển Đại Tây Dương, hỗ trợ cho các kế hoạch nghiên cứu và phát triển, bao gồm việc cải tiến tên lửa đạn đạo phóng từ tàu ngầm Polaris A-3. Sau khi được cho xuất biên chế lần sau cùng vào ngày 15 tháng 5, 1967, nó trở thành tàu huấn luyện dành cho nhân sự thuộc Hải quân Dự bị Hoa Kỳ tại Baltimore, Maryland. Tên nó được cho rút khỏi danh sách Đăng bạ Hải quân vào ngày 1 tháng 7, 1970, và con tàu bị bán cho hãng North American Smelting Co. tại Wilmington, Delaware để tháo dỡ vào ngày 3 tháng 3, 1971.

## Phần thưởng
Redfin được tặng thưởng sáu Ngôi sao Chiến trận do thành tích phục vụ trong Thế Chiến II. Nó được ghi công đã đánh chìm sáu tàu Nhật Bản, bao gồm một tàu khu trục, với tổng tải trọng 23.724 tấn.
|  |  | Silver star · Bronze star |
|  |  | Bronze star               |

| Dãi băng Hoạt động Tác chiến         | Huân chương Chiến dịch Hoa Kỳ           | Huân chương Chiến dịch Châu Á-Thái Bình Dương với 4 Ngôi sao Chiến trận |
| Huân chương Chiến thắng Thế Chiến II | Huân chương Phục vụ Chiếm đóng Hải quân | Huân chương Phục vụ Phòng vệ Quốc gia với 1 Ngôi sao Chiến trận         |